# Te Arapo
Pouira a TEAUNA dit Te Arapo est un orateur et un écrivain tahitien né le 22 octobre 1902 à Arue, où il est décédé le 06 août 1969.

## Biographie
Pouira ā Teauna  était un instituteur qui s’est très vite passionné par les légendes polynésiennes au point d’en devenir le spécialiste et un célèbre conteur. Constatant que le savoir polynésien disparaissait avec les anciens, il profita de toutes ses affectations – Arue, Mataiea, Tautira, Makatea, Hitia’a ou encore Papeno’o – pour recueillir auprès des anciens histoires et légendes. Il avait ainsi compilé dans ses carnets les noms de centaines de sites, des indications sur la toponymie des districts, des noms de marae…

## L’émission radiophonique Te Arapo
De 1962 à 1967, tous les lundis en début de soirée, la chaîne radiophonique Radio Tahiti, diffusait l’émission intitulée «Teara-po » Les émissions d’une durée de 15 minutes  étaient animées par Pouira a Teauna. « Océanie, je te salue », avait-t ‘il coutume de dire lorsqu’il achevait la narration des récits qu’il avait recueillis. Pouira a Teauna est décédé en 1969.
Son surnom de Te Arapo, qui signifie en tahitien celui qui veille la nuit, lui est venu de sa famille, confrontée au fait qu'il passait des nuits entières à noircir ses cahiers de textes qu'il conservait sous clé. Avant de décéder en 1969, il avait demandé à être enterré avec ses carnets. Seuls les enregistrements de ses émissions radiophoniques lui ont donc survécu. 

## Les livrets de Te Arapo
Fin 1970, Francis Sanford, vice-président du gouvernement et Maco Tevane, conseiller chargé de la culture, purent récupérer les enregistrements des émissions de Radio Tahiti, avant qu’ils ne soient détruits. Plusieurs membres de l’Académie tahitienne en ont transcrit et corrigés les textes en normalisant la graphie.
En octobre 1997, le Service de la Culture présente une collection de six livrets regroupés sous le titre de « Parau nō te ‘āi’a », pour l’essentiel destinés à enrichir le matériel pédagogique d’apprentissage du Reo tahiti dans les écoles. Il faudra attendre 15 années, avant qu’une convention autorisant la valorisation des savoirs ancestraux recueillis et diffusés par leur aïeul soit signé par les héritiers avec le Ministère de la Culture, le 22 octobre 2012, date anniversaire de la naissance de  Pouira ā Teauna, dit « Te Arapo »
Six livrets des récits de Te Arapo sont alors diffusés dans les Ecoles par le Service de la Culture et du Patrimoine :
1. Toponymie des districts de Arue, Mahina et ‘Orohena.
2. Teaharoa, ancienne subdivision politique de la côte Est de Tahiti qui allait de Papeno’o à Taravao.
3. Tahiti Iti, et plus particulièrement la partie Est de la presqu’île.
4. Tafa’i, personnage héroïque qui traversa le chemin des âmes pour récupérer celle de sa bien-aimée.
5. Voyage aux îles de la Société et aux Tuamotu
6. La navigation dans d’autres archipels de Polynésie française et le Triangle polynésien.

## Postérité
Te Arapo peut être considéré comme étant à l'origine du renouveau de la pratique de l'art oratoire, le orero. Il a eu une influence directe sur le jeune Chief Miko, qui l'a connu enfant dans son quartier, mais aussi sur la Polynésie tout entière via son émission de radio. John Mairai, Henri Hiro et Sem Manutahi ont perpétué son héritage en transmettant ses légendes et son style oratoire, jusqu'à ce que le orero devienne une option au baccalauréat. De nos jours la pratique du orero est obligatoire à l'école primaire en Polynésie. 
Un monument à sa mémoire lui a été érigée devant l'école Ahutoru dans sa commune de Arue.